# Avis, Pennsylvania
Avis là một thị trấn thuộc quận Clinton, tiểu bang Pennsylvania, Hoa Kỳ. Năm 2010, dân số của thị trấn này là 1484 người.